# Paroles et musique (película de 1984)
Paroles et musique (titulada: Amándonos en Argentina y Palabras y música en España) es una película franco-canadiense de drama, musical y romance de 1984, dirigida por Élie Chouraqui, que a su vez la escribió, musicalizada por Michel Legrand, en la fotografía estuvo Robert Alazraki y los protagonistas son Catherine Deneuve, Christopher Lambert y Richard Anconina, entre otros. El filme fue realizado por 7 Films Cinéma, CIS y France 3 Cinéma; se estrenó el 19 de diciembre de 1984.

## Sinopsis
Peter, un escritor de Estados Unidos, es el esposo de Margaux, se va de París deprimido y vuelve a su casa; ella ahora es una madre soltera de dos púberes. Además, le dan un nuevo quehacer en su trabajo: hallar, fichar y fomentar nuevos cantantes de rock. Encuentra un dúo, Jeremy y Michel, inicia sus carreras musicales. A Jeremy le gusta Margaux, genera una amistad con sus hijos y deja de lado a Michel y la música. Los chicos se van a Nueva York para encontrarse con su padre, Margaux ahora tiene tiempo para Jeremy. Pero no sabe si va a ir todo bien en esa relación, ni con el trabajo.